# Pauline Collins
Pauline Collins (Exmouth, 3 september 1940) is een Engels actrice van Ierse afkomst. Zij werd in 1990 genomineerd voor zowel een Academy Award als een Golden Globe voor haar hoofdrol in Shirley Valentine, waarvoor ze een BAFTA Award daadwerkelijk kreeg toegekend. Dezelfde rol speelde ze een jaar eerder in de originele toneelversie van het stuk en won daarmee een Tony Award.
Behalve in een dikke tien bioscoop- en televisiefilms, speelde Collins in meer dan honderd afleveringen van verschillende televisieseries. Zo was ze te zien als Samantha Briggs in de cultserie Doctor Who en als Sarah in de dramareeks Upstairs, Downstairs.
Collins trouwde in 1969 met acteur John Alderton, met wie ze drie kinderen kreeg. Ze had al vanaf haar 23e een dochter met acteur Tony Rohr. Deze stond ze af ter adoptie, waarop ze haar 22 jaar later terugzag. Hierover bracht Collins het boek Letter to Louise uit.
Collins werd in 2001 benoemd tot Officier in de Orde van het Britse Rijk.

## Filmografie
*Exclusief 5+ televisiefilms
- The Time of Their Lives (2017)
- Dough (2015)
- Quartet (2012)
- Albert Nobbs (2011)
- You Will Meet a Tall Dark Stranger (2010)
- From Time to Time (2009)
- Mrs Caldicot's Cabbage War (2002)
- One Life Stand (2000)
- Paradise Road (1997)
- My Mothers Courage (1995)
- City of Joy (1992)
- Shirley Valentine (1989)
- Secrets of a Windmill Girl (1966)

## Televisieseries
*Exclusief eenmalige gastrollen
- Dickensian - Mrs. Gamp (2015-2016, vijftien afleveringen)
- Mount Pleasant - Sue (2011-2012, veertien afleveringen)
- Bleak House - Miss Flite (2005, tien afleveringen)
- The Ambassador - Harriet Smith (1998-1999, dertien afleveringen)
- Forever Green - Harriet Boult (1989-1992, achttien afleveringen)
- The Black Tower - Maggie Hewson (1985, vijf afleveringen)
- Thomas and Sarah - Sarah Moffat (1979, dertien afleveringen)
- Wodehouse Playhouse - Agnes Flack (1975-1976, dertien afleveringen)
- Upstairs, Downstairs - Sarah (1971-1975, veertien afleveringen)
- No, Honestly - Clara Burrell-Danby (1974-1975, dertien afleveringen)
- The Liver Birds - Dawn (1969, vijf afleveringen)
- Doctor Who - Samantha Briggs (1967, vijf afleveringen) en Queen Victoria (2006. aflevering 2)
- Pardon the Expression - Miss Wainwright (1966, drie afleveringen)

- Bibsys: 2055402
- Biblioteca Nacional de España: XX5091521
- Bibliothèque nationale de France: cb14165780r (data)
- CiNii: DA16935118
- Gemeinsame Normdatei: 141237112
- International Standard Name Identifier: 0000 0001 2029 2002
- Library of Congress Control Number: n92045057
- MusicBrainz: 5ff9c5de-2cbb-4fd2-bad9-68ec15bd1310
- Nationale bibliotheek van Australië: 35320910
- Nationale Bibliotheek van Israël: 987007459516305171
- Nederlandse Thesaurus van Auteursnamen: 079130356
- SNAC: w6wf3z5b
- Système universitaire de documentation: 139968938
- Virtual International Authority File: 79176986
- WorldCat: E39PBJx8xVGTvygKXpxxrCgYfq